# Reassignació d'espectre
La reassignació d'espectre és una de les maneres en què l'FCC reutilitza part de l'espectre freqüencial per la seva posterior reutilització.
L'FCC (acrònim en anglès de Federal Communications Commission), va ser creada el 1934 als EUA, i és la comissió encarregada de la distribució de llicències als EUA per a la utilització de l'espectre freqüencial. La FCC és doncs la que dictamina en quines freqüències pot operar un sistema determinat.
El problema sorgia en el moment en què la FCC observava com les freqüències s'exhaurien i, en conseqüència això implicava l'impediment de l'entrada de noves tecnologies que necessitaven noves freqüències i, per tant, de nou espectre.
Al maig del 2003 la FCC va estudiar el tema i va proposar diferents maneres de poder solucionar aquesta falta d'espectre. Una de les solucions que la FCC va proposar va ser la reassignació d'espectre.
Aquest aspecte consisteix que, tant el govern com altres empreses del sector reutilitzen el seu espectre disponible per a altres serveis no previstos prèviament. És a dir, una empresa amb llicència per a emetre en un determinat amplada de banda per a un determinat servei, pot utilitzar aquesta amplada de banda per a un altre servei no previst inicialment. Per exemple, una empresa de televisió la qual tenia una llicència per emetre els seus serveis audiovisuals de manera analògica, amb la nova entrada de la televisió digital, la qual necessita menys amplada de banda que una emissió analògica, aquesta empresa podrà reutilitzar part de l'amplada de banda anteriorment dedicada a la versió analògica per prestar d'altres serveis, ja que en el canvi de senyal analògic a senyal digital l'amplada de banda a utilitzar pot ser menor i, per tant, pot ser reutilitzat per a un diferent servei.